# Club Deportivo Andrach
Club Deportivo Andrach (en catalán Club Esportiu Andratx) es un equipo de fútbol español localizado en Andrach, Islas Baleares. Fundado en 1957, actualmente milita en Segunda División RFEF - Grupo 3. Disputa sus partidos como local en el Estadio de Sa Plana, con una capacidad de 600 espectadores.

## Temporadas
| Temporada | Categoría | División   | Posición | Copa del Rey |
| --------- | --------- | ---------- | -------- | ------------ |
| 1957-58   | 5         | 2.ª Reg.   | 1.º      |              |
| 1958-59   | 4         | 1.ª Reg.   | 6.º      |              |
| 1959-60   | 4         | 1.ª Reg.   | 2.º      |              |
| 1960-61   | 3         | 3.ª        | 9.º      |              |
| 1961-62   | 3         | 3.ª        | 10.º     |              |
| 1962-63   | 4         | 1.ª Reg.   | 3.º      |              |
| 1963-64   | 5         | 2.ª Reg.   | 2.º      |              |
| 1964-65   | 5         | 2.ª Reg.   |          |              |
| 1965-66   | 4         | 1.ª Reg.   |          |              |
| 1966-67   | 4         | 1.ª Reg.   | 6.º      |              |
| 1967-68   | 4         | 1.ª Reg.   | 3.º      |              |
| 1968/69   | 4         | 1.ª Reg.   | 10.º     |              |
| 1969-70   | 4         | 1.ª Reg.   | 13.º     |              |
| 1970-71   | 4         | 1.ª Reg.   | 5.°      |              |
| 1971-72   | 4         | 1.ª Reg.   | 10.°     |              |
| 1972-73   | 5         | 1.ª Reg.   | 8.°      |              |
| 1973-74   | 5         | 1.ª Reg.   | 4.°      |              |
| 1974-75   | 5         | 1.ª Reg.   | 4.°      |              |
| 1975-76   | 5         | 1.ª Reg.   | 1.°      |              |
| 1976-77   | 4         | Reg. Pref. | 12.°     |              |

| Temporada | Categoría | División   | Posición | Copa del Rey |
| --------- | --------- | ---------- | -------- | ------------ |
| 1977-78   | 5         | Reg. Pref. | 7.°      |              |
| 1978-79   | 5         | Reg. Pref. | 9.°      |              |
| 1979-80   | 4         | 3.ª        | 10.°     |              |
| 1980-81   | 4         | 3.ª        | 8.°      |              |
| 1981-82   | 4         | 3.ª        | 16.°     |              |
| 1982-83   | 4         | 3.ª        | 20.°     |              |
| 1983-84   | 5         | Reg. Pref. | 2.°      |              |
| 1984-85   | 5         | Reg. Pref. | 7.°      |              |
| 1985-86   | 5         | Reg. Pref. | 7.°      |              |
| 1986-87   | 5         | Reg. Pref. | 4.°      |              |
| 1987-88   | 4         | 3.ª        | 19.º     |              |
| 1988-89   | 5         | Reg. Pref. | 19.º     |              |
| 1989-90   | 6         | 1.ª Reg.   | 3.º      |              |
| 1990-91   | 5         | Reg. Pref. | 10.º     |              |
| 1991-92   | 5         | Reg. Pref. | 8.º      |              |
| 1992-93   | 5         | Reg. Pref. | 10.º     |              |
| 1993-94   | 5         | Reg. Pref. | 16.º     |              |
| 1994-95   | 5         | Reg. Pref. | 2.º      |              |
| 1995-96   | 5         | Reg. Pref. | 3.º      |              |
| 1996-97   | 4         | 3.ª        | 16.º     |              |

| Temporada | Categoría | División   | Posición | Copa del Rey |
| --------- | --------- | ---------- | -------- | ------------ |
| 1997-98   | 4         | 3.ª        | 15.°     |              |
| 1998-99   | 4         | 3.ª        | 19.°     |              |
| 1999-2000 | 5         | Reg. Pref. | 12.°     |              |
| 2000-01   | 5         | Reg. Pref. | 13.°     |              |
| 2001-02   | 5         | Reg. Pref. | 4.°      |              |
| 2002-03   | 5         | Reg. Pref. | 3.°      |              |
| 2003-04   | 5         | Reg. Pref. | 2nd      |              |
| 2004-05   | 5         | Reg. Pref. | 8.°      |              |
| 2005-06   | 5         | Reg. Pref. | 3.°      |              |
| 2006-07   | 4         | 3.ª        | 19.°     |              |
| 2007-08   | 5         | Reg. Pref. | 4.º      |              |
| 2008-09   | 4         | 3.ª        | 20.º     |              |
| 2009-10   | 5         | Reg. Pref. | 4.º      |              |
| 2010-11   | 5         | Reg. Pref. | 3.º      |              |
| 2011-12   | 5         | Reg. Pref. | 2.º      |              |
| 2012-13   | 4         | 3.ª        | 17.º     |              |
| 2013-14   | 5         | Reg. Pref. | 1.º      |              |
| 2014-15   | 5         | Reg. Pref. | 6.º      |              |
| 2015-16   | 5         | Reg. Pref. | 5.º      |              |
| 2016-17   | 5         | Reg. Pref. | 16.º     |              |

| Temporada | Categoría | División   | Posición | Copa del Rey |
| --------- | --------- | ---------- | -------- | ------------ |
| 2017-18   | 5         | Reg. Pref. | 4.º      |              |
| 2018-19   | 5         | Reg. Pref. | 1.º      |              |
| 2019-20   | 4         | 3.ª        | 6.º      | Preliminar   |
| 2020-21   | 4         | 3.ª        | 2.º      |              |
| 2021-22   | 4         | 2.ª RFEF   |          |              |

- 1 temporada en Segunda División RFEF
- 15 temporadas en Tercera División

## Jugadores destacados
- José Luis Rondo